# Piñuécar-Gandullas
Piñuécar-Gandullas – niewielka miejscowość w Hiszpanii we wspólnocie autonomicznej Madryt, 85 km na północ od Madrytu. Liczy 202 mieszkańców (2009).